# Рудник Аумінзо-Амантой
Рудник Аумінзо-Амантой — гірничодобувний майданчик в центральній частині Узбекистану.
Південніше від міста Зарафшан починається і тягнеться в південно-західному та західному напрямках на десятки кілометрів полоса численних золоторудних родовищ. Серед них виділяється родовище Даугизтау, яке з 2000-х років розробляють окремим рудником. Що стосується інших, більш дрібних об'єктів, то первісно відпрацювали окислені руди кількох з них, зокрема:
- у 2003—2007 роках компанія «Амантайтау Голдфілдс», що була спільним підприємством з британською Oxus Gold, провела вилучення цього типу руди на центральній ділянці значного родовища Амантайтау (лежить на південь від Зарафшану та на схід від Даугизтау). Згодом між засновниками виникли суперечки і Oxus Gold в 2011-му подала позов на уряд Узбекистану в британський арбітражний суд. Втім, у 2016-му останній відхилив позов, відзначивши обставину, що Oxus Gold мала проблеми з внутрішнім менеджментом та припускала тривалі простої;
- з 2005 по 2012 роки Північне рудоуправління Навоїйського гірничо-металургійного комбінату (що також опікується Даугизтау) провело вилучення окислених руд родовища Аджибугут, розташованого у західній частині золотоносної полоси, при цьому з 2007-го руда відправлялась на переробку в Навої на Гідрометалургійний завод № 1 (ГМЗ-1, кілька десятків років працював з ураном, проте в 1990-х також узявся за золотовмісні руди).
Подальшу розробку покладів — як окиснених, так і сульфідних руд — вирішили організувати через рудник Аумінзо-Амантой, що увійшов до Центрального рудоуправління Навоїйського гірничо-металургійного комбінату.
Розробка провадиться відкритим способом зі створенням численних кар'єрів. Першим у 2017-му почали роботу кар'єри «Узунбулок» та «Західний Амантайтау». За рік до них додали ще 5, а в 2023-му ввели в експлуатацію одразу 8 кар'єрів. Зокрема, відомо про існування таких об'єктів, як «Центральний Амантайтау» та «Північний Амантайтау» (працюють на згаданому вище значному родовищі Амантайтау), «Асаукак», «Північний Даугизтау», «Нукракон», «Аджибугут». Станом на лютий 2024 року в розробці перебувало одночасно 14 родовищ, при цьому за планами на період до 2033-го передбачалось розробити 25 кар'єрів.
У 2018-му вилучили 10,7 млн м3 породи, а в 2020-му цей показник становив 41 млн м3. Наступного року цей показник досягнув 47,5 млн м3.
Більшість руди проходить переробку на Гідрометалургійному заводі № 5 (ГМЗ-5), хоча певні обсяги окисленої руди можуть спрямовувати до належного НГМК Цеху купчастого вилуговування. За планами на 2024 рік очікувалось, що обсяги відправленої на переробку руди становитимуть 5,5 млн тонн, з яких 2,5 млн тонн належатимуть до окисленої та 2 млн тонн до сульфідної.